# Васильев, Александр Александрович (патологоанатом)
Алекса́ндр Алекса́ндрович Васи́льев (22 ноября 1901 года — 27 января 1943) — советский врач-патологоанатом, доктор медицинских наук (1936), профессор (1939), главный патологоанатом Советской Армии (август 1941 — январь 1942), участник советско-финляндской и Великой Отечественной войн, бригврач (1942).

## Биография
Родился 22 ноября по другим данным 27 октября (9 ноября) 1901 года в семье профессора-уролога Военно-медицинской академии А. И. Васильева. Александр Александрович учился во второй Петроградской гимназии до 1918 года. Знал немецкий и французский языки. С февраля 1920 г. в Рабоче-Крестьянской Красной армии красноармеец 11-го запасного стрелкового полка. С 20 сентября 1922 г. слушатель Военно-медицинской академии. Ещё в академии он проявил интерес к научным исследованиям и начал работать в области экспериментальной патологии под руководством Н.Н. Аничкова и А.И. Моисеева. С 23 июня 1925 г. проходил стажировку в должности младшего ординатора в патологоанатомическом отделении 1-го Московского красноармейского коммунистического госпиталя, где активно участвовал в повседневной прозекторской работе и разработал модификацию изготовления пластинчатых музейных препаратов; этот метод им был опубликован в 1927 г. В том же году появилась его статья о витальной окраске миндалин. Командование госпиталя положительно оценило его работу: «Врач с крепкой волей, энергичный, хорошо разбирается в окружающей обстановке. Дисциплинирован, требует того же от подчиненных, отношения с ними у него товарищеские. С больными вежлив, внимателен к их жалобам. Как врач имеет склонность к научно-исследовательской работе в области экспериментальной патологии и патологической анатомии. Аккуратный, точный в выполнении стоящих перед ним задач. Обладает организаторскими способностями». С 11 марта 1926 г. вернулся на работу в Военно-медицинскую академию на должность врача-лаборанта, помощника прозектора. С 16 сентября 1926 г. препаратор, с 1930 г. ассистент, с 2 ноября 1930 г. младший преподаватель, а с 10 ноября 1931 г. старший преподаватель кафедры патологической анатомии академии. В аттестации А.А. Васильева за 1934 г. руководство кафедры патологической анатомии Военно-медицинской академии отмечало: «Как преподаватель тов. Васильев хорошо знает свой предмет, ясно и живо излагает его содержание. Выдержан в обращении со слушателями, умеет заинтересовать их. В качестве научного работника отличается большой энергией. Темы его работы взяты из новейших достижений науки, они касаются вопросов заживления травматических повреждений. С сослуживцами и подчиненными корректен. Особо интересуется организацией патолого-анатомической службы в Красной Армии, о чем им представлен проект такой организации на мирное и военное время. Этот проект получил высокую оценку начальника санитарного управления Красной Армии».
В 1935 году в Красной армии были восстановлены персональные воинские звания и преподавателю судебной медицины Васильеву в 1936 г. было присвоено звание военврача 2 ранга. С 1938 года профессор А. А. Васильев возглавил кафедру патологической анатомии Сталинградского медицинского института. С 21 января 1939 г. начальник кафедры судебной медицины Куйбышевской военно-медицинской академии РККА. С 24 июня 1939 г. старший преподаватель кафедры патологоанатомической медицины Военно-медицинской академии РККА в Ленинграде. А. А. Васильев одним из первых поднял вопрос о создании в СССР армейских и фронтовых патологоанатомических лабораторий (ПАЛ) и Центральной патологоанатомической лаборатории (ЦПАЛ). Свои идеи он воплощал в жизнь. В 1939 году во время боевых действий в районе реки Халхин-Гол им был проведен комплекс мероприятий по организации патологоанатомической службы, потом — в советско-финляндской войне (1939—1940), где военврач 1 ранга Васильев служил в должности консультанта-патологоанатома Северо-Западного фронта, где он выезжал на различные участки фронта и руководил патолого-анатомической работой. Им была разработана специальная карта секции, заполнявшаяся на каждое вскрытие. В результате обработки этих материалов он сумел обобщить опыт работы военных патологоанатомов и собрать большой статистический материал по военной патологии. В представлении к награждению Александра Александровича орденом Красной Звезды за работу в во время советско-финляндской войны подчеркивалось: «Профессор А.А. Васильев за время пребывания в 7-й армии проделал огромную работу по патолого-анатомическому обслуживанию санитарных учреждений. Работа, проведенная А.А. Васильевым, является исключительно ценной для армии. Своевременная сигнализация санитарному отделу армии о причинах смертельных исходов на основании патолого-анатомических вскрытий способствовала правильной постановке дела эвакуации, сортировке и оказанию надлежащей хирургической помощи на всех этапах санитарной эвакуации. Эта работа спасла сотни жизней раненым бойцам и командирам. Коллектив патологоанатомов, работавших под руководством проф. А.А. Васильева, показал исключительную самоотверженность. Не считаясь со временем, часто без сна и отдыха в тяжелых условиях он и состав патолого-анатомической группы проделали работу огромной важности. Проведенная им работа, помимо практической, имеет и большую научную ценность».
11 августа 1941 года назначен главным патологоанатомом Красной Армии. 28 сентября 1942 года возвращен в Действующую Красную армию и назначен главным патологоанатомом Донского фронта.
Область научных интересов: патологическая анатомия болезней мужских половых органов, сифилис легочной артерии, первичная саркома легкого, системное поражение костного мозга с остеосклерозом, изменения яичек при проказе, морфология патологических состояний, регенерация тканей при заживлении ран. А. А. Васильев собрал и большой статистический материал, связанный в военной патологией. В свое время он организовал музей военной патологии на кафедре патологической анатомии Военно-медицинской академии им. С. М. Кирова. А. А. Васильев является автором около 60 научных работ по военной патологии.
В январе 1943 года поступила сводка, что в Сталинграде зарегистрированы случаи заболевания чумой. Профессор выехал в район боевых действий по направлению к Сталинграду. Машина подверглась пулеметному и минометному обстрелу. Васильев получил множественные тяжелые ранения. Он умирал от нарастающей кровопотери и говорил, что погибает от того, против чего всегда боролся, имея в виду свои исследования о смерти раненых от кровопотери. Александр Александрович Васильев погиб 27 января 1943 года при исполнении служебных обязанностей в районе Сталинграда. Похоронен в хуторе Тары Иловлинского района Волгоградской области.
Через несколько дней после погребения его тело, по указанию Военного Совета фронта, было извлечено из братской могилы и доставлено на станцию Иловля. Тело бригврача Васильева было положено в гроб и с почестями захоронено в центре хутора Тары Иловлинского района Волгоградской области. За мужество и героизм, проявленные при исполнении боевого долга, профессор А. А. Васильев посмертно был награждён орденом Отечественной войны II степени.
В 1975 году, в дни празднования 30-летия Победы, по решению Исполкома Волгоградского областного Совета и в связи с присвоением Иловлинской Центральной районной больницы имени профессора А. А. Васильева, на территории больницы состоялось перезахоронение и открытие памятника бригадному врачу А. А. Васильеву.

## Воинские звания
- Военврач 2 ранга — 14.03.1936;
- Военврач 1 ранга — 1939;
- Бригврач — 23.02.1942[3].

## Награды
- Орден Красной Звезды (1940);
- Орден Отечественной войны II степени.

## Семья
- Жена Селькова Лидия Алексеевна (1908 года рождения);
- Сын Александр (1927 года рождения);
- Дочери Анна (1922 года рождения) и Маргарита (1936 года рождения)[5].

## Труды
- О частоте и формах изменений семенных пузырьков на секционном материале, Рус. клин., т. 9, № 46, с. 253, 1928;
- К вопросу о методике изучения процессов роста животных тканей, Сб., посвящен. 25-летию научной деятельности H. Н. Аничкова, с. 56, М.— Л., 1935;
- О значении продуктов умирания тканей в компенсаторных процессах (к вопросу о заживлении ран), Арх. пат. анат. и пат. физиологии, т. 1, в. 3, с. 94, 1935;
- О влиянии продуктов распада внутренних органов на заживление ран, Труды Центр, травмат. ин-та, в. 2, с. 101, Л., 1936;
- О влиянии продуктов распада желез внутренней секреции на заживление ран. Труды Центр, травмат. ин-та, с. 123.